# Aeropuerto Bananera
El Aeropuerto Bananera (OACI: MGBN), también conocido como Aeropuerto de Morales, es un pequeño aeropuerto en el municipio de Morales en el oriente de Guatemala. Es operado y administrado por la DGAC (Dirección General de Aeronáutica Civil de Guatemala).
Tiene una pista de concreto de 986 metros de longitud en dirección 09/27.